# ألفونس غورباخ
ألفونس غورباخ (بالألمانية: Alfons Gorbach)‏ ـ (2 سبتمبر 1898 ـ 31 يوليو 1972) هو سياسي نمساوي ينتمي إلى حزب الشعب المحافظ. تولى منصب مستشار النمسا في الفترة من 11 أبريل 1961 إلى 2 أبريل 1964.

## روابط خارجية
- ألفونس غورباخ على موقع IMDb (الإنجليزية)
- ألفونس غورباخ على موقع مونزينجر (الألمانية)